# Ma Shouzhen
Ma Shouzhen, född 1548, död 1604, var en kinesisk konstnär. En av Venusplanetens kratrar har fått sitt namn efter henne. 
Ma Shouzhen var officiellt kurtisan. Som konstnär är hon mest känd för sina orkidémålningar. Hon hade ett livslångt förhållande med sin konstnärskollega Wang Zhideng (1535-1612). 